# Мальч-Ахка
Мальч-Ахка (чечен. Мелчу-Аьхка) — река в России, протекает в Шалинском районе Чеченской Республики. Длина реки составляет 12 км. Площадь водосборного бассейна — 32,9 км².
Высота устья — 224 м над уровнем моря. Высота истока — 841 м над уровнем моря. Уклон реки — 59,7 м/км.
Начинается в буково-ясеневом лесу. Течёт в северо-западном направлении. В среднем и нижнем течении пересыхает. Устье реки находится в 2,8 км по правому берегу реки Тайсун-Эн-Ахки на территории города Шали.

## Данные водного реестра
По данным государственного водного реестра России относится к Западно-Каспийскому бассейновому округу, водохозяйственный участок реки — Сунжа от впадения реки Аргун и до устья. Речной бассейн реки — Реки бассейна Каспийского моря междуречья Терека и Волги.
Код объекта в государственном водном реестре — 07020001312108200006173.